# Top 14 2009-10
La temporada 2009-2010 del Top 14 fue la 108.ª edición del campeonato francés de rugby. El ASM Clermont Auvergne se proclamó campeón por primera vez en su historia, el torneocomenzó el 14 de agosto de 2009 y finalizó el 29 de mayo de 2010 en el Stade de France en Saint-Denis, Paris.
En esta temporada los clubes que han ascendido al Top 14 provenientes de la ProD2 son el Racing Métro 92-Paris y el SC Albi. El equipo que defiende título es el USAP Perpignan.
Nuevas reglas: 
1. El hundimiento de los mauls está de nuevo prohibido.
2. No es obligatorio mantener cabeza y hombros por encima de las caderas en los mauls.
3. El número de jugadores en una alineación de touche ya no es ilimitado.

Nueva organización
En un intento de dar mayor homogeneidad y dinamismo al campeonato, la Ligue National de Rugby LNR decidió un número de reformas que entrarán en vigor en la temporada 2010-2011, pero una de ellas ha entrado ya en vigor en la presente temporada. Esta modificación afecta a la fase final del torneo que contará a partir de ahora con 2 partidos adicionales. Así, al término de la fase regular los 2 primeros clasificados entrarán directamente en las semifinales, quedando las otras dos plazas restantes a disputar entre los equipos clasificados de la 3a a la 6a posición.
Como novedad, algunos partidos serán celebrados en el extranjero. Jugando el Aviron Bayonnais y el Biarritz Olympique en el estadio de Anoeta de San Sebastián, (País Vasco como equipos locales.
Estos partidos son:
- Jornada 2: 21 de agosto de 2009. Estadio de Anoeta, San Sebastián (País Vasco 24 411 espectadores. Aviron Bayonnais vs Stade Français Paris: 38 - 24

- Jornada 6: 12 de septiembre de 2009. Estadio de Anoeta, San Sebastián (País Vasco28 933 espectadores. Biarritz Olympique vs Aviron Bayonnais 12 - 6

## Clubes de la Temporada 2009-2010
Los 2 nuevos clubs en el Top 14 provenientes de ProD2 son el Racing Metro y el SC Albi

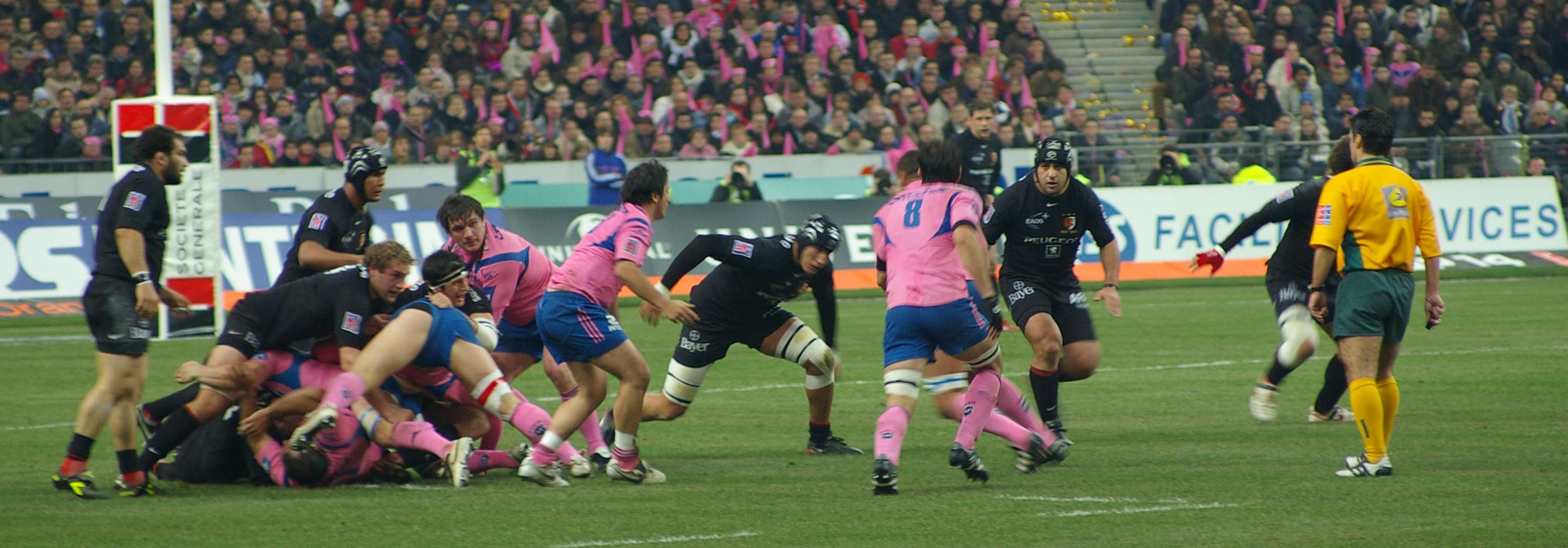
Clásico entre el Stade français París y el Stade toulousain en enero de 2007.

| - Sporting Club Albi - Aviron Bayonnais - Biarritz Olympique - Club Sportif Bourgoin-Jallieu - Club Athlétique Brive-Corrèze | - Castres Olympique - ASM Clermont Auvergne - Union Sportive Montauban - Montpellier Rugby Club - Stade Français París | - Racing Métro 92 - Union Sportive Arlequins Perpignan - Rugby-Club Toulonnais - Stade Toulousain |

## Tabla Clasificatoria
| \| Top 14 2009-2010 \|                                                                                 |                    |        |         |           |         |          |        |        |
| | Equipo             | Puntos | Jugados | Victorias | Empates | Derrotas | Bonus+ | Bonus- |
| 1 | USAP Perpignan     | 80     | 26      | 17        | 0       | 9        | 8      | 4      |
| 2 | RC Toulon          | 80     | 26      | 18        | 1       | 7        | 3      | 3      |
| 3 | ASM Clermont       | 78     | 26      | 15        | 3       | 8        | 8      | 4      |
| 4 | Stade Toulousain   | 74     | 26      | 15        | 1       | 10       | 4      | 8      |
| 5 | Castres Olympique  | 73     | 26      | 14        | 3       | 9        | 6      | 5      |
| 6 | Racing Metro 92    | 64     | 26      | 14        | 1       | 11       | 0      | 6      |
| 7 | Biarritz Olympique | 59     | 26      | 12        | 0       | 14       | 4      | 7      |
| 8 | Stade Français     | 58     | 26      | 10        | 4       | 12       | 5      | 5      |
| 9 | CA Brive           | 58     | 26      | 11        | 2       | 13       | 5      | 5      |
| 10 | Montpellier HR     | 55     | 26      | 13        | 0       | 13       | 1      | 2      |
| 11 | CS Bourgoin        | 50     | 26      | 11        | 1       | 14       | 0      | 4      |
| 12 | US Montauban       | 49     | 26      | 10        | 2       | 14       | 0      | 5      |
| 13 | Aviron Bayonnais   | 47     | 26      | 9         | 0       | 17       | 3      | 8      |
| 14 | SC Albi            | 24     | 26      | 4         | 0       | 22       | 0      | 8      |
| La victoria vale 4 puntos. El empate vale 2 puntos. En azul semifinalistas. En verde cuartofinalistas. |                    |        |         |           |         |          |        |        |
| Top 14 2009-2010                                                                                       |                    |        |         |           |         |          |        |        |

## Play Offs
|  | Cuartos de final | Cuartos de final       | Cuartos de final       |  |  |  |  | Semifinales | Semifinales      | Semifinales   |  |  | Final                  | Final          |  |  |  |
|  |                  |                        |                        |  |  |  |  |             |                  |               |  |  |                        |                |  |  |  |
|  |                  | 1º partido de Cuartos: |                        |  |  |  |  |             |                  |               |  |  |                        |                |  |  |  |
|  | 3                | ASM Clermont           | 21                     |  |  |  |  |             |                  |               |  |  |                        |                |  |  |  |
|  | 6                | Racing Metro 92        | 17                     |  |  |  |  |             | 1ª Semifinal:    | 1ª Semifinal: |  |  |                        |                |  |  |  |
|  |                  |                        |                        |  |  |  |  | 1           | USAP Perpignan   | 21            |  |  |                        |                |  |  |  |
|  |                  |                        |                        |  |  |  |  |             | Stade Toulousain | 13            |  |  | La Gran Final:         | La Gran Final: |  |  |  |
|  |                  |                        |                        |  |  |  |  |             |                  |               |  |  | ·USAP Perpignan        | 6              |  |  |  |
|  |                  |                        |                        |  |  |  |  |             | 2ª Semifinal:    | 2ª Semifinal: |  |  | ·ASM Clermont Auvergne | 19             |  |  |  |
|  |                  |                        |                        |  |  |  |  | 2           | RC Toulon        | 29            |  |  |                        |                |  |  |  |
|  |                  | 2º partido de Cuartos: | 2º partido de Cuartos: |  |  |  |  |             | ASM Clermont     | 35            |  |  |                        |                |  |  |  |
|  | 4                | Stade Toulousain       | 35                     |  |  |  |  |             |                  |               |  |  |                        |                |  |  |  |
|  | 5                | Castres Olympique      | 12                     |  |  |  |  |             |                  |               |  |  |                        |                |  |  |  |

| Bandera de Francia   |
| Campeón ASM Clermont |
| Primer título        |